# Neoperla multispinosa
Neoperla multispinosa är en bäcksländeart som beskrevs av Bill P.Stark och Ignac Sivec 2008. Neoperla multispinosa ingår i släktet Neoperla och familjen jättebäcksländor. Inga underarter finns listade i Catalogue of Life.